# 戸井田和彦
戸井田 和彦（といだ かずひこ、1952年7月2日 - ）は、日本の実業家、学校法人立教学院元理事長、株式会社ファルテック元代表取締役会長、同社元社長、日産自動車元常務。

## 人物・経歴
1952年7月2日、福島県生まれ。1975年3月、立教大学経済学部経営学科卒業。大学時代は日本の経営学の開祖の一人である野田一夫のゼミに所属
1975年4月、日産自動車株式会社入社。2001年4月、日産自動車株式会社常務。2010年4月株式会社ファルテック代表取締役社長、CEO。2017年4月、同社代表取締役会長。2018年4月、立教学院常務理事。2020年9月、学校法人立教学院理事長。